# Concordia (ziar)
Concordia este un ziar al comunității românești din Ucraina. Apare săptămânal în format de 8-12 pagini, în limba română, la Cernăuți. Este finanțat din bugetul de stat al Ucrainei prin Comitetul de Stat pentru naționalități, care este cofondatorul principal.
Tirajul de circa 3.000 de exemplare se difuzează în exclusivitate prin abonament în trei regiuni cu populație românofonă compactă din Ucraina, regiunea Cernăuți, Odesa și Transcarpatica.